# حمارة القايلة
حمار القايلة وحمارة القايلة معناها حمار وقت الظهيرة، هي أسطورة شعبية ظهرت في المجتمعات العربية، كالجزيرة العربية ، تقال لمن يكثر السير والتجوال في وقت الظهيرة، ومن لا ينام في قيلولة الصيف خاصة الأطفال. والأسطورة شبيهة جدا بالغول والغولة الذين يملكون رأس إنسان وأرجل حمار وجسم آدمي ويقال إنه وحش مخيف يأكل الأولاد الصغار الذين يخرجون في وقت الظهيرة، وقد تناقلت الجدات قصصها وحذّروا أطفالهم من الخروج وقت الظهيرة لشدة حرارة الصيف، وما زالت الصورة الخيالية لحمارة القايلة عالقة في أذهان شباب ذلك الجيل في السعودية والكويت والإمارات والبحرين وقطر وسائر بلاد المغرب العربي. ولها مُسمّيات أخرى منها أم حمار في الأحساء والبحرين، .

## قصص واردة عنها
من أشهر قصصها التي حدثت بنجد أن إحدى النساء التي كانت متزوجة من أحد جنود قصر المصمك طرقت عليها امرأة باب بيتها أثناء ذهاب زوجها للقصر في الصباح الباكر لتذهب معها إلى العين، للاستسقاء، فوافقت المرأة الأولى على الذهاب مع الأخرى، وهي تمشي في الطريق سمعت زوجة الجندي صوت من تحت قدم المرأة الأخرى، فرأت قدمها فإذ بها قدم حمار، فتحايلت الزوجة على المرأة الأخرى وزعمت أنها نسيت شيء ما، فعادت إلى منزلها وأوصدت الباب جيداً فعادت (صاحبة قدم الحمار) لمنزل المرأة وأخذت تطرق الباب عليها بشدة ثم ذهبت وأخبرت المرأة زوجها فلم يصدقها وعادت في اليوم التالي، ولم تجبها، واستمرت نحو شهر وكانت تتشكى الزوجة لزوجها ولأقاربها ولم يصدقها أحد حتى أتى يوم عاد فيه الجندي فوجد دماء ممتدة خارج المنزل حتى حجرة الجلوس فأخبر الناس فذهبوا ييتبعون الدماء فوجد عظام زوجته داخل ثيابها وبعدها ظهرت المئات من الأحداث المتشابهة مما دعى الناس لتحذير أبنائهم من ما أسموه بـ «حمارة القايلة».!!

## مقالات أخرى
- السعلوة
- وحش بحيرة لوخ نيس